# 厚壳树钩丝壳
厚壳树钩丝壳（学名：Uncinula ehretiae）是属于白粉菌目白粉菌科钩丝壳属的一种真菌，寄生在厚壳树属植物上。该种分布于中国。